# Rinotraqueitis bovina infecciosa
La rinotraqueitis bovina infecciosa (IBR) es una enfermedad altamente infecciosa del tracto respiratorio causada por un virus de la familia de Herpesviridae y de la especie herpes virus bovino 1 (BHV1).
Aparte del ganado bovino no se ha encontrado en ningún otro reservorio, aunque puede afectar al orden de los Artiodáctilos pero con mayor afinidad a los bovinos.
Los síntomas dependen de la edad del animal, la capacidad del virus, la vía de exposición, la carga vírica y el estado del sistema inmunitario del animal.

## Signos
La enfermedad se presenta como un proceso gripal, con descargas nasales y oculares, fiebre, baja producción láctea, anorexia,… El proceso gripal puede derivar a una severa neumonía debido a microorganismos oportunistas como el Pasteurella haemolitica u otras patologías producidas por diferentes bacterias o virus oportunistas.
Puede provocar el aborto de animales preñados no inmunizados frente al virus, siendo susceptible de infección durante todo el proceso de gestación. Además de conjuntivitis, pústulas vulvo vaginales infecciosas, encefalitis o infección-inflamación del intestino.
Puede ulcerarse comúnmente en boca y nariz.  La mortalidad puede ser de 3-6% además de las afecciones respiratorias se pueden producir afecciones neurologicas, oculares y reproductivas(esta última y la forma respiratoria nunca se dan juntas) .

## Trasmisión
El virus se trasmite de forma directa por contacto a partir de secreciones respiratorias, oculares o fluidos vaginales y mediante aerosoles que son exhalados por los animales enfermos y son respirados por los sanos, por ingesta de alimentos o agua contaminados por las anteriormente citadas secreciones. También se puede trasmitir a partir del semen durante la inseminación artificial o semen-secreción vaginal durante la monta natural. Asimismo indirectamente puede haber contagio a través de personas o equipos.

## Diagnóstico
El virus tiene la capacidad de permanecer en estado latente durante largos periodos de tiempo y activarse periódicamente por estrés o tratamientos con corticoides. Los animales con infección latente han de ser identificados mediante la detección de anticuerpos específicos ante el BHV 1 en muestras de suero utilizando un kit de ELISA adecuado.